# Eudora (Arkansas)
Eudora è una città degli Stati Uniti d'America situata nello Stato dell'Arkansas, nella Contea di Chicot.